# 安東妮亞·莫雷拉
安東妮亞·莫雷拉（1982年4月26日—）是一名安哥拉柔道運動員，曾代表國家參加2012年倫敦奧運的女子63公斤級柔道比賽，並未獲得獎牌，她在該屆奧運期間也擔任安哥拉代表團的旗手。